# Ivonne Pini
Ivonne Pini Sabanes (Montevideo, 30 de abril de 1948) es una historiadora del arte uruguaya.

## Biografía
Ivonne Pini realizó estudios de historia en la Universidad de la República de Uruguay (Udelar), Universidad Estatal en la Facultad de Humanidades y en el Instituto de Profesores Artigas en Montevideo. En 1976 frente a las tensiones políticas producidas por la dictadura en Uruguay, Ivonne decide emigrar a Colombia. En 1979 se vincula como profesora en historia del arte en el Instituto de Investigaciones Estéticas de la Facultad de Artes en la Universidad Nacional de Colombia.
Es magíster en Historia, Teoría del Arte y Arquitectura por la Universidad Nacional de Colombia, donde tiene el cargo de Profesora Emérita;  coordina la línea de investigación en Historia del Arte de América Latina y Colombia en el programa de Doctorado en Arte y Arquitectura de la Universidad Nacional de Colombia. Desde mediados de la década de los 80 y hasta el año 2010 fue  profesora de la Universidad de los Andes.  Desde 1988 es editora  ejecutiva  de la revista Artnexus; a partir de 2016 Pini es miembro del Consejo Editorial de la Revista H-Art de la Universidad de los Andes.
Ivonne Pini mpulsó uno de los  proyectos que caracterizó la vida y la memoria del Instituto de Investigaciones Estéticas: la colección de breves monografías publicadas entre 1986 y 1987, bajo el título Escala/IIE esta fue una publicación apadrinada y cobijada por la Revista Escala. Ivonne Pini jugó un papel determinante en ese proyecto gestionando no sólo los recursos y apoyos institucionales, sino imprimiéndole un sello particular que acercaba la investigación académica de diferentes áreas a un público riguroso y exigente. Si la colección Escala/ IIE logró grabar en la memoria de los profesores y de los lectores un perfil relevante de intelectuales, arquitectos, artistas y músico hasta ese momento poco explorados,  se debe, en parte, al tono decididamente ameno y directo con el que se elaboraron las monografías, los comentarios de obra o las cronologías de los personajes, todo ello acompañado de imágenes fotográficas e ilustraciones. Unos años antes  Ivonne Pini, junto a Germán Rubiano iniciaron una serie de charlas abiertas al público en el Museo de Arte de la Universidad Nacional dirigida en aquel entonces por el profesor Rubiano.   En aquel ciclo de conferencia y como preámbulo a la iniciativa editorial de Escala/IIE, Pini y Rubiano se adentraban en el análisis de obra, contexto cultural, biografía y detalles de la vida de 10 artistas destacados de América Latina. El curso fue exitoso y dio lugar a una publicación que reuniría buena parte de los intereses conceptuales y temáticos de Ivonne Pini en los años 80: la entrevista documental y la narrativa ficcional para escribir la historia del arte latinoamericano.  “10 artistas, 10 entrevistas” como se llamó el libro, recogía un puñado de historias y de personajes en diálogo con el presente.  

En el año 1996 Pini sustenta su tesis en el programa de Maestría en Historia y Teoría del Arte, la Arquitectura y la Ciudad de la Universidad Nacional de Colombia; el título de su trabajo será publicado en el año 2000 bajo el título "En busca de lo propio: Inicios de la modernidad en el arte de Cuba, México, Uruguay y Colombia 1920-1930" . En palabras del arquitecto Alberto Saldarriaga Roa, el libro plantea una pregunta central y pertinaz:  
¿Qué es lo propio y cómo se entendió en esos países en esos años? La respuesta se encuentra en el libro. En forma sintética se puede resumir de la siguiente manera: en México se percibió a través de lo indígena, en Cuba a través de lo afroamericano, en Uruguay a través de la figura del "gaucho" y en Colombia tímidamente, a través de un indigenismo de poca estatura, limitado por un pensamiento de escasa perspectiva. En todos los casos se pone de presente una relación con los movimientos artísticos de la vanguardia europea, la que sugirió unas ideas que, al ser contrastadas con la realidad latinoamericana, dio resultados excepcionales. 
En el año 2001 Pini publica el libro "Fragmentos de memoria: los artistas latinoamericanos piensan el pasado" donde la autora pone en juego la noción de ruptura y continuidad histórica en el contexto latinoamericano y cómo los artistas, desde formulaciones de lo sensible, visitan, construyen y reconstruyen el pasado. 

## Premios y reconocimientos
- Medalla al mérito académico, Universidad Nacional de Colombia – Enero de 1996
- Reconocimiento a la labor docente, Universidad de los Andes – Noviembre de 1998
- Distinción por docencia excepcional, Universidad Nacional de Colombia – Septiembre  de 1999
- Distinción como profesora titular, Universidad Nacional de Colombia – Agosto de 1998
- Distinción como profesora emérita, Universidad Nacional de Colombia – Septiembre de 1999